# Perla Estable
Julia Perla Estable Beretervide (Montevideo, 8 de marzo de 1933-21 de abril de 2017) fue una arquitecta uruguaya que realizó numerosos proyectos de relevancia histórica nacional y regional en coautoría con Mario Payssé Reyes.

## Primeros años
Cursó sus estudios secundarios en el Liceo Francés y se graduó en 1962 de la Facultad de Arquitectura de la Universidad de la República.
Su actividad profesional estuvo estrechamente ligada a la del arquitecto Mario Payssé Reyes con quien tuvo un vínculo académico, laboral y de amistad por más de 35 años.
Con 17 años fue su alumna en los cursos preparatorios en 1950 y se incorporó al estudio siendo aún estudiante a mediados de la década del 50. Primero como colaboradora, participando en proyectos como el Seminario Arquidiocesano de Toledo, Canelones (concurso de 1952); las oficinas del Banco de Previsión Social (concurso de 1957); la Sucursal del Banco República en Punta del Este (1960-1962).

## Trayectoria
Una vez egresada Perla Estable se unió al equipo de arquitectos proyectistas. Fue coautora de numerosos proyectos destacados de la arquitectura uruguaya e internacional, proyectos que consolidaron una nueva visión de la arquitectura moderna, apropiada a los contextos regionales y locales.
En 1963 junto con Mario Payssé y Walter Chappe obtuvieron el 4º premio en el concurso para las Oficinas del Poder Judicial, y el 2º premio para la Junta Departamental de Montevideo. En 1964 proyectó junto a Mario Payssé para el concurso de vivienda de Monte Olympus en Los Ángeles, California, junto a los colaboradores Julio Navarro y Carlos Gilardi. El proyecto, que consistía en una vivienda unifamiliar de 2 plantas cuya horizontalidad contrastaba con la situación del terreno en gran desnivel, no llegó a realizarse.
Otros proyectos relevantes no construidos fueron: el Complejo Turístico Hotelero Euro Kursaal (Concurso internacional de 1965); la Municipalidad de Ámsterdam junto con Payssé Reyes y Luis Patrone (1968); el Complejo Habitacional La Pastora (Punta del Este, 1969); el Complejo Habitacional La Brava (Punta del Este, 1970) o la Terminal de Ómnibus en Buenos Aires, este último con Mario Payssé, Guillermo Lussich, Guillermo Gómez Platero, Uruguay Herrán, Fco. Villegas Berro, Mario Harispe y Rodolfo López Rey, proyecto con el que obtuvieron el 1.er premio (1971).
Destacan entre las obras construidas: la Embajada Uruguaya en Brasilia (primer premio, 1973-1976); el edificio de la Cancillería Uruguaya en Buenos Aires, ambas junto con Mario Payssé, Carlos Peluffo y Nayla Laxalde (1977-1978); las oficinas del Poder Judicial junto con Mario Payssé y Walter Chappe, también premiado, entre otros.
En solitario, proyectó y construyó en 1967 dos casas en la calle Pilcomayo 5285. Estas casas eran parte del plan A.I.D que administraba el Banco Hipotecario del Uruguay, con lo cual existían restricciones en el metraje y el uso de materiales constructivos y de terminaciones.
En 1995, Perla Estable escribió el artículo “Aproximación a la obra de Mario Payssé Reyes” para la Revista Elarqa Nº15 en el que incluyó proyectos determinantes en la utilización del ladrillo, como su vivienda particular en el barrio de Carrasco y el Seminario Arquidiosesano de Toledo, entre otras. En este artículo, según ella misma expresa, “interpreta sus ideas” abordando las influencias de arquitectos internacionales en las obras de Payssé, y los principios de la arquitectura que este defendía, el protagonismo de la materialidad del ladrillo visto y la influencia de su arquitectura en generaciones de profesionales uruguayos posteriores.
Dentro del ámbito académico, fue, desde la década de los 70, Profesora Adjunta de la Cátedra de Expresión Gráfica y Jefa de Repartición del Instituto de Diseño de la Facultad de Arquitectura. Formó parte de la Comisión de Investigación de dicha Facultad entre 2004 y 2007.

## Reconocimientos
En el año 2011, la Sociedad de Arquitectos del Uruguay le rindió homenaje por los 50 años de profesión junto al aniversario de otros colegas, como su compañero y amigo el también arquitecto Mariano Arana con quien compartió además de sus años universitarios, los estudios secundarios en el Liceo Francés.